# نفل لبدي
النفل اللبدي (باللاتينية: Trifolium tomentosum) نوع نباتي من جنس النفل من الفصيلة البقولية (أو القرنيّة).

## الموئل والانتشار
موطنه الأصلي بلاد الشام ومصر والمغرب العربي ومعظم مناطق حوض البحر الأبيض المتوسط.